# Wingfieldara
× Wingfieldara (abreviado Wgfa en el comercio) es un híbrido intergenérico entre los géneros de orquídeas Aspasia × Brassia × Odontoglossum.  Fue publicado en Orchid Rev.  88(1041) cppo: 12 (1980).